# Emil Holm (godsejer)
 Der er flere personer med dette navn, se Emil Holm.
Emil Holm (født 2. november 1819 på Christianshavn, død 30. maj 1917) var en dansk apoteker og godsejer, bror til godsejer Jacob Holm og halvbror til Georg, Ludvig og Christian Holm. Sønnen af samme navn var forsøgsleder ved Landbohøjskolen.
Emil Holm var søn af grosserer Jacob Holm og dennes hustru i andet ægteskab. Han uddannedes som farmaceut og drev 1844–54 apoteket i Nyborg. Derpå købte han Lerchenfeld ved Kalundborg som han drev i omtrent 30 år, og hvor han blev foregangsmand inden for oplysningsarbejdet. 1914 solgte han godset. 1891–14 var Holm også medejer af Sidinge Vig. 1883-1911 var han tilsynsmand ved Landbohøjskolen, 1884 landbrugets første repræsentant i Grosserersocietetets smørnoteringsudvalg og var 1888–91 medlem af Københavns Borgerrepræsentation. Holm blev Ridder af Dannebrog 1881, etatsråd 1892 og Dannebrogsmand 1911.
I 1871 stiftede han sammen med tre søstre, Emilie, Julie og Marie Holm, et familielegat, Grosserer Jacob Holms Legat for Trængende fornemmelig af Familien, hvis uddelinger dog også kan gå til trængende, som ikke hører til slægten Holm.
Han blev gift 15. maj 1846 med Marie Fritze Julie Bierfreund (11. oktober 1820 i Holbæk – 3. marts 1887 i København).